# 2014 VT37
2014 VT37, também escrito como 2014 VT37, é um objeto transnetuniano que está localizado no cinturão de Kuiper, uma região do Sistema Solar. Este corpo celeste possui uma magnitude absoluta de 9,0 e tem um diâmetro estimado com 70 km.

## Descoberta
2014 VT37 foi descoberto no dia 12 de novembro de 2014 pelo The Dark Energy Survey.

## Órbita
A órbita de 2014 VT37 tem uma excentricidade de 0,263 e possui um semieixo maior de 39,955 UA. O seu periélio leva o mesmo a uma distância de 29,444 UA em relação ao Sol e seu afélio a 50,466 UA.